# Prieuré Saint-Martin (Sougé-le-Ganelon)
Pour les articles homonymes, voir Prieuré Saint-Martin.
Le prieuré Saint-Martin est un édifice situé à Sougé-le-Ganelon, en France.

## Localisation
Cet ancien prieuré est situé dans le département français de la Sarthe, dans le bourg de Sougé-le-Ganelon, face à l'église Saint-Martin.

## Architecture
L'édifice est inscrit au titre des Monuments historiques depuis le 14 novembre 1927.